# Peritrichia bella
Peritrichia bella är en skalbaggsart som beskrevs av Moser 1918. Peritrichia bella ingår i släktet Peritrichia och familjen Melolonthidae. Inga underarter finns listade i Catalogue of Life.